# Gondul-klass
Gondul-klassen var en klass av 1. klass torpedbåtar i svenska Kungliga flottan. Den omfattade två fartyg, Gondul och Gudur, båda döpta efter valkyrior från den nordiska mytologin. Gondul och Gudur byggdes på örlogsvarvet i Karlskrona och sjösattes 17 maj respektive 20 juni 1894. De förde en huvudbeväpning av två 45,7 cm torpedtuber samt en sekundär bestyckning av två stycken dubbelpipiga 25 mm kulsprutor m/1892. Efter en del modifieringar och ombestyckningar omklassificerades fartygen till vedettbåtar 1918. Som sådana utrangerades de 1926 och skrotades strax därefter.